# Скордев, Димитр
Димитр Генчев Скордев (болг. Димитър Генчев Скордев, родился в 1936 году в Софии) — болгарский математик, многолетний преподаватель кафедры математической логики и её приложений при факультете математики и информатики Софийского университета.

## Биография

### Образование и работа
Родился в 1936 году в семье архитекторов Генчо Скордева (Генчо Скордев также был одним из деятелей туристического движения Болгарии) и Елены Варакаджиевой-Скордевой. Учился в Софийском университете, а потом прошёл стажировку на кафедре математической логики механико-математического факультета Московского государственного университета. В 1972 году стал руководителем сектора математической логики Болгарской академии наук и Софийского университета, а в 1989 году — заведующим кафедрой математической логики и её приложений Софийского университета, проработав в этой должности до 2000 года. В 1989 году получил звание профессора. Является одним из пионеров математической логики Болгарии, автор болгарской научной школы в области теории исчислимости (алгебраической теории рекурсий). В его научные интересы входят исчислимость и сложность в математическом анализе, математическая логика, обобщённая теория рекурсий и теория программ и исчислений.

### Научная деятельность
Скордев имеет 50-летний опыт преподавательской деятельности в области математического анализа, математической логики, логического программирования, дискретной математики и компьютерных наук. Является автором более 100 научных и околонаучных публикаций (в том числе двух монографий). Вместе с Димитром Добревым, преподавателем в Институте математики и информатики Болгарской академии наук, был автором проекта национального стандарта прБДС 5237:2006 «Раскладки клавиатур и устройств для ввода информации на болгарском языке», предметом которого были:
- клавиатуры для электронных устройств с 48 буквенно-цифровыми клавишами, поддерживающие Фонетическую систему и систему БДС;
- клавиатуры для электронных устройств с 12 буквенно-цифровыми клавишами, поддерживающие Азбучную и Фонетическую систему;
- клавиатуры с 46 буквенно-цифровыми клавишами для пишущих машинок, поддерживающие систему БДС.

### Связь с Россией и СССР
Скордев владеет английским и русским языками. Ряд его статей был опубликован в советских и российских научных журналах. Одним из преподавателей Скордева был математик А.А.Марков, который на одном из семинаров поставил задачу своим ученикам — научиться решать «уравнения в словах». Условие задачи Маркова было следующее, со слов Благовеста Сендова, коллеги Скордева:

Пусть у Вас есть азбука из n различных букв, и пусть Вы ещё имеете одно «уравнение», скажем, аbс = сde. Доказать, что если это уравнение нетривиальное, то есть не a = a, то исходную азбуку можно выразить через другую азбуку, состоящую уже из n — 1 различных букв.

Сам Димитр решить задачу не мог, вследствие чего обратился за помощью к Сендову, который за неделю сумел составить краткое решение задачи «по индукции», предположив, что в первом алфавите всего две буквы, а во втором — одна. Скордев представил совместное с Сендовым решение задачи Маркову, и тот остался доволен, а позднее помог опубликовать результат в статье одного из немецких журналов по логике: это была единственная совместная публикация Сендова и Скордева.

## Публикации Скордева на русском
Из более чем 100 публикаций Скордева значительная часть написана на русском языке:
- О некоторых полуупорядоченных пространствах. // ДАН СССР, 138, № 3, 1961, 553-555.
- Об уравнениях в словах. // Logik und Grundlagen der Mathematik, 7, № 4, 1961, 289-297 (вместе с Бл. Сендовым).
- Полуупорядоченные пространства с разделяющей системой линейных операторов. // Spisy přírodovědecké fakulty University J. E. Purkyně v Brně, A 28, № 9, 1964, 489-490.
- Об одном классе примитивно рекурсивных функций. // Год. на Соф. унив., Мат. фак., 60 (1965/1966), 1967, 105-111.
- Некоторые простые примеры универсальных функций. // ДАН СССР, 190, № 1, 1970, 45-46.
- О непрерывности некоторых функционалов и замкнутости некоторых конусов. // Год. на Соф. унив., Мат. фак., 64 (1969/1970), 1971, 209-212.
- О неразложимых элементах в смысле Я. Тагамлицкого. // Mathematica Balkanica, 2, 1972, 212-214.
- Некоторые примеры универсальных функций, рекурсивно определяемых при помощи небольших систем равенств. // Исследования по теории алгорифмов и математической логике, т. I, Москва, Вычислительный центр АН СССР, 1973, 134-177.
- Рекурсивно полные операции над словами. // Доклады БАН, 27, № 4, 1974, 449-452.
- Одно обобщение теории рекурсивных функций. // ДАН СССР, 219, № 5, 1974, 1079-1082.
- О многозначных функциях нескольких переменных. // Доклады БАН, 28, № 7, 1975, 885-888.
- Некоторые топологические примеры итеративных комбинаторных пространств. // Доклады БАН, 28, № 12, 1975, 1575-1578.
- Замечание к теории интегрирования. // Год. на Соф. унив., ФММ, 67 (1972/1973), 1976, 165-167.
- Некоторые модели комбинаторной логики. // Математические заметки, 19, № 1, 1976, 149-154.
- Некоторые комбинаторные пространства, связанные со сложностью переработки данных. // Доклады БАН, 29, № 1, 1976, 7-10.
- О частичном упорядочении множества {\displaystyle {\mathfrak {C}}} в комбинаторных пространствах. // Доклады БАН, 29, № 2, 1976, 151-154.
- Понятие поисковой вычислимости с точки зрения теории комбинаторных пространств. // Сердика, 2, № 4, 1976, 343-349.
- Нормальная форма термов в итеративных комбинаторных пространствах. // Математика и математическо образование, Докл. на Петата пролетна конференция на БМД (Габрово, 8-10.IV.1976), София, 1990, 130-137.
- Алгебраическое обобщение одного результата Бёма и Якопини. // Доклады БАН, 32, № 2, 1979, 151-154.
- Комбинаторные структуры. // Сердика, 5, № 2, 1979, 128-148 (вместе с В. Петровым)
- Полукомбинаторные пространства. // Доклады БАН, 33, № 6, 1980, 739-742.
- Комбинаторные пространства и рекурсивность в них. София, Изд. на БАН, 1980, 455 с.
- Применение абстрактной теории рекурсии для исследования возможностей функциональных систем программирования. // Математическая теория и практика систем программного обеспечения, Труды советско-болгарского совещания, Новосибирск, Вычислительный центр СО АН СССР, 1982, 7-16.
- Один метод вычисления значений рекурсивно определенных функций. // Сборник доклади, Юбилейна научна сесия, посветена на 1300-годишнината на българската държава и 10-годишнината на ВПИ (Шумен, 20-22.X.1981), Физика, математика, Шумен, 1982, 176-187.
- Об одном погружении итеративных алгебр Поста в полугруппы. // Алгебра и логика, 21, № 2, 1982, 228-241.
- Первая теорема о рекурсии для итеративных полукомбинаторных пространств. // Математическая логика, Труды конференции по математической логике, посвященной памяти А. А. Маркова (1903-1979), (София, 22-23.IX.1980), София, 1984, 89-111.
- О некоторых формальных системах для теории итеративных полукомбинаторных пространств. // Год. на Соф. унив., ФММ, 79 (1985), кн. 1, 1989, 323-347.
- Некоторые новые примеры итеративных полукомбинаторных пространств. // Год. на Соф. унив., ФМИ, 81 (1987), 1994, 225-236.